# Brud Nevez
Brud nevez, littéralement « nouvelle renommée » en français, était une revue littéraire bimestrielle en langue bretonne créée en 1977 et publiée jusqu'en 2019.

## Présentation
Brud nevez était une revue littéraire bimestrielle en langue bretonne, dirigée par Andreo Ar Merser puis Fañch Broudig, et entre 2013 et 2019 par Marie Kermarec (br). Créée en janvier 1977, elle avait publié son 300e numéro en octobre 2013. Elle publiait des nouvelles et des poèmes mais aussi des interviews et des dossiers d'actualité. La revue Brud nevez était issue d'une autre revue littéraire, Brud, publiée de 1957 à 1976 .
Brud Nevez est aussi le nom de la maison d'édition qui éditait la revue. Elle était membre de la fondation culturelle bretonne Emgleo Breiz.